# Katakombkulturen
Katakombkulturen, var en stenålderskultur i delar av dagens Ukraina och södra Ryssland, uppkallad efter sina katakombliknande gravar.